# フレッド・ホックレー
フレデリック（フレッド）・ホックレー（英語：Frederick (Fred) Hockley、1923年 - 1945年8月15日）は、イギリス海軍予備員少尉で、イギリス海軍艦隊航空隊の戦闘機搭乗員。第二次世界大戦におけるイギリス航空隊最後の戦闘任務に参加し、日本軍による拘束下で裁判なしに処刑されたことで知られる。

## 前半生
ホックレーはケンブリッジシャーのイーリーに近いリトルポート（Littleport）に生まれた。父親は水道局の職長で、教区教会の鳴鐘人だった。フレッドはソハム（Soham）のグラマースクールに進学し、水泳に熱中した。

## 日本での任務

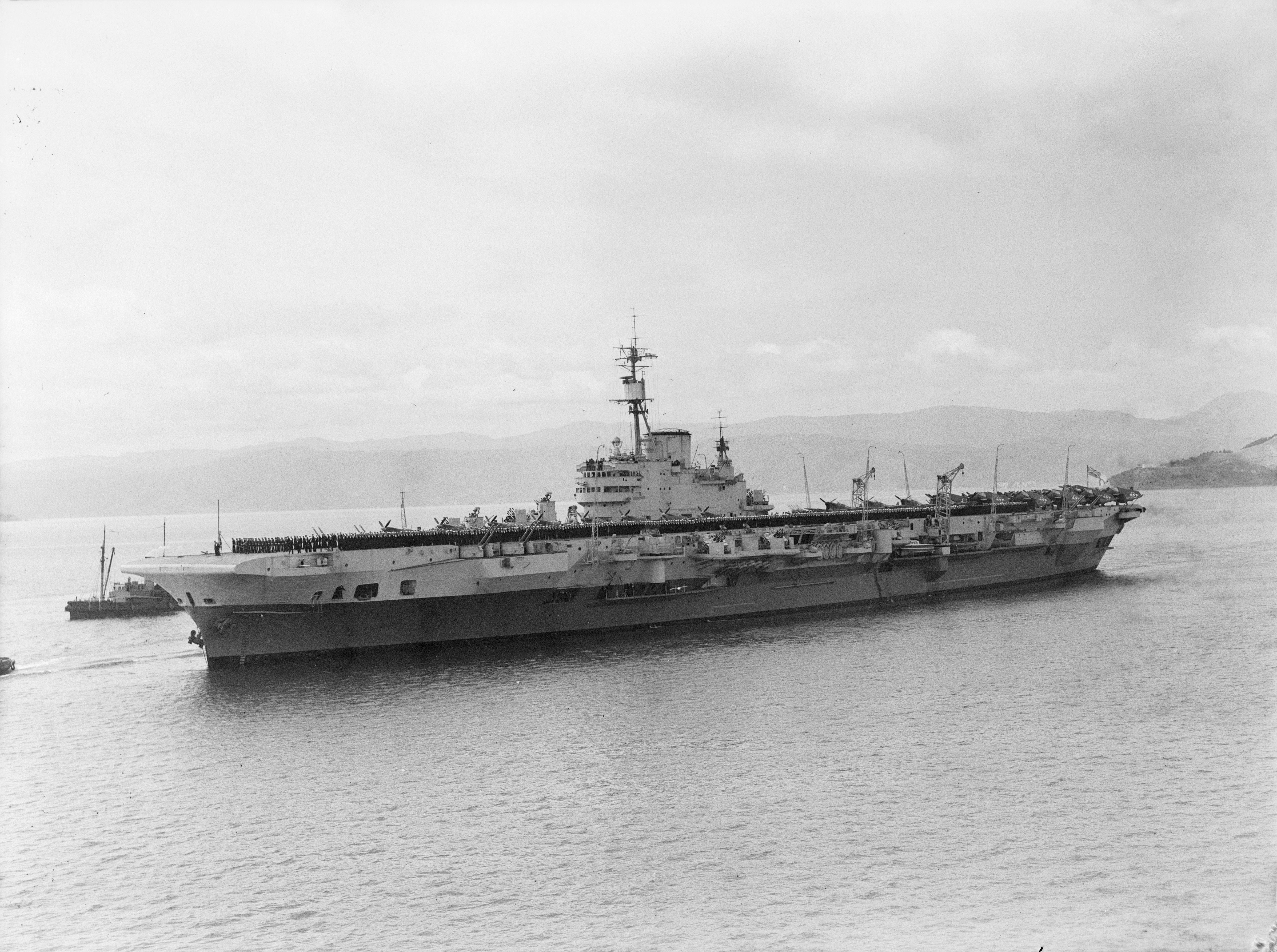
空母インディファティガブル （1945年）

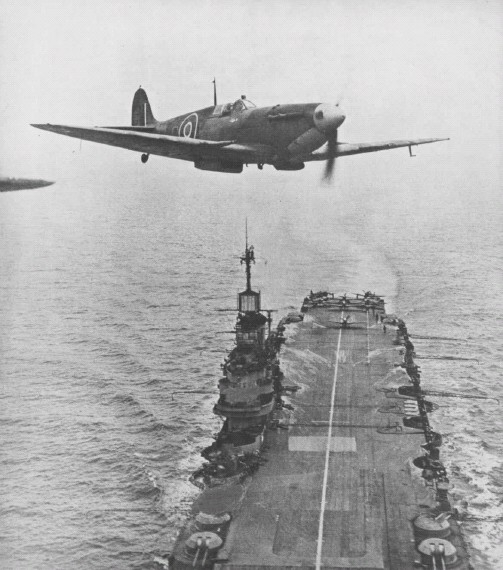
空母上空を飛ぶスーパーマリン シーファイア

ホックレーは海軍予備員に任命され、航空母艦インディファティガブルに、艦隊航空隊所属のスーパーマリン シーファイアの戦闘機搭乗員として配属された。1945年8月15日、894戦隊の5機のシーファイアを率いて、東京湾地区の飛行場を攻撃する任務のフェアリー ファイアフライおよびグラマンTBFアヴェンジャーを護衛するため発進した。15機の編隊はオダキ湾にある化学製品工場を新たな目標として進路を変更した。ホックレー機の無線機は機能しておらず、零式艦上戦闘機の攻撃を受けた後にホックレーは戦闘機から脱出し、千葉県長生郡東村近くにパラシュートで降下した。編隊はビクター・ロードンがかわって指揮し、目標を爆撃して任務を完了している。

## 投降、拘束と処刑
ホックレーは、地元の警防団員や駐屯していた兵士により捕縛され、東村国民学校（現・長南町立東小学校）に連行された。ホックレーの身柄は東村に駐屯していた軍の教育隊に預けられ、教育隊が歩兵426連隊に報告すると、連隊側は土睦村（現・睦沢町）岩井にあった連隊本部まで連行するよう伝え、玉音放送後の午後2時頃に岩井の連隊本部に到着する。このあとホックレーは一宮町の連隊本部に移送され、夜に近くの山中で歩兵426連隊の将校（大尉）によって殺害された。
ホックレーの遺体は終戦後にひそかに掘り起こされて荼毘に付された。遺骨はのちに横浜市の英連邦戦死者墓地に改葬されている。

## 捜査と裁判
ホックレーの死は占領軍の調査で明るみに出た。連隊長田村貞一大佐と師団参謀平野信少佐、および直接殺害した将校（藤野正三大尉）はイギリスの管理下に移され、香港で1947年6月13日から30日まで戦犯裁判にかけられた。田村と師団参謀は有罪として死刑を宣告されて1947年9月16日に絞首刑が執行され、大尉は禁錮15年の刑に処された。裁判で軍の検察官だったマレー・オームズビー少佐（1919年 - 2012年）は、ホックレーの犠牲が忘れ去られることを気にかけていた。1995年からオームズビーは、毎年ホックレーの命日に当たる8月15日のデイリー・テレグラフに、追悼の広告を掲載した。